# 42e régiment de transmissions
Le 42e régiment de transmissions est une unité de l'armée de terre française qui fut basée à Achern, Neustadt an der Weinstraße, Rastatt et  Laval. Il fut créé le 1er juin 1947. Il a fait partie de la BTAC. L'annonce de sa dissolution eut lieu le 24 juillet 2008. Sa dissolution effective eut lieu le 26 mai 2011.

## Création et différentes dénominations
- 1er avril 1946 : création du 18e régiment de transmissions à Steinbach, à partir de :
  - la compagnie de construction 806/1 ;
  - la compagnie 806/3 ;
  - la compagnie d’exploitation 807/1 ;
  - la compagnie d’écoutes radio 808 ;
  - la compagnie de télégraphie militaire 809 ;
  - la compagnie de transmissions 810, unité de parc et de soutien ;
  - le bataillon 826 de constructions de lignes ;
  - le bataillon 827/1, d’exploitation des transmissions ;
  - la compagnie 830, unité de soutien.
- 1er juillet 1947 : renommé 42e régiment de transmissions à la suite de la création du 18e régiment de transmissions à Nancy.
- Juin 1948 : rassemblement de l'ensemble des compagnies à Zweibrücken
- 1959 : regroupement du régiment à Rastatt
- 1968 : déménagement du 2e bataillon d'Achern à Neustadt an der Weinstraße (juin 1968)
- 18 août 1993 : regroupement du régiment à Achern???
- 1er octobre 1993 : le régiment devient unité du Corps européen.
- 1er juillet 1999 : transfert du régiment à Laval
- 1er juillet 2002 : le régiment intègre la BTAC.
- 26 mai 2011 : dissolution du régiment.

## Colonels/Chef de corps
- 1946-1947 : Vignolles
- 1948-1952 : Then
- 1952-1954 : Pamart
- 1954-1956 : Marcoux
- 1956-1958 : Moreau
- 1958-1960 : Blonde
- 1960-1963 : Moute **
- 1963-1964 : Petkovsek **
- 1965-1967 : Briard
- 1967-1969 : Augier ****
- 1969-1971 : Delpech ****
- 1971-1974 : Dey **
- 1974-1976 : Deygout **
- 1976-1978 : de Lambilly **
- 1978-1980 : Anglard **
- 1980-1982 : Auge **
- 1982-1984 : Dubois
- 1984-1986 : Hourtoulle
- 1986-1988 : Henry
- 1988-1990 : Lacour
- 1990-1992 : Mark **
- 1992-1994 : Guillemet
- 1994-1996 : Ponroy **
- 1996-1998 : Muller **
- 1998-2000 : Liebert
- 2000-2002 : Catany
- 2002-2004 : Cosquer **
- 2004-2006 : Caplain **
- 2006-2008 : Verdier
- 2008-2010 : Follet
- 2010-2011 : Dirand

 (**) Officiers devenu par la suite généraux de brigade 
 (****) Officiers devenu par la suite généraux de corps d'armée 

## Les traditions

### Le drapeau du 42

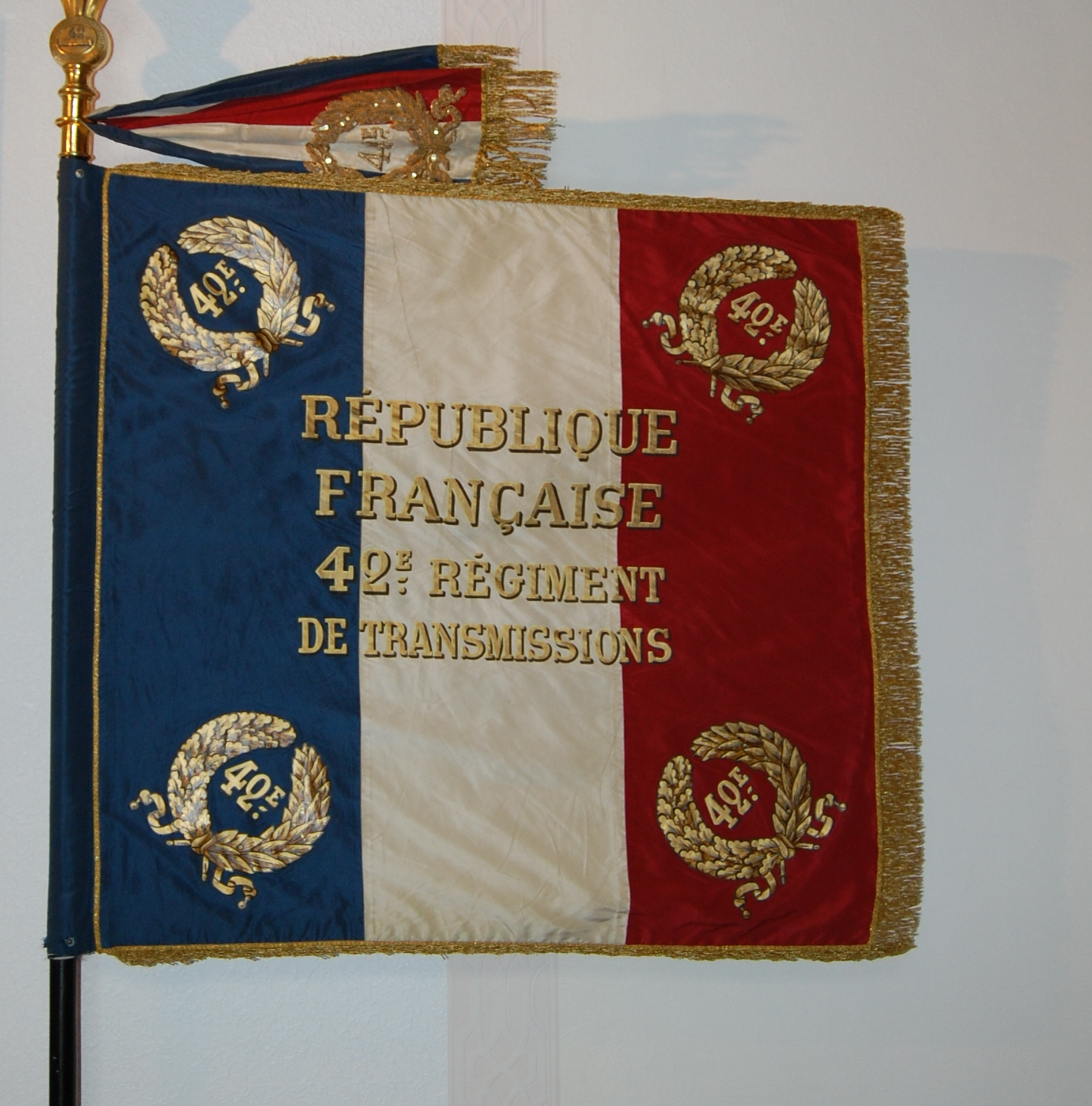
Avers du drapeau du 42.

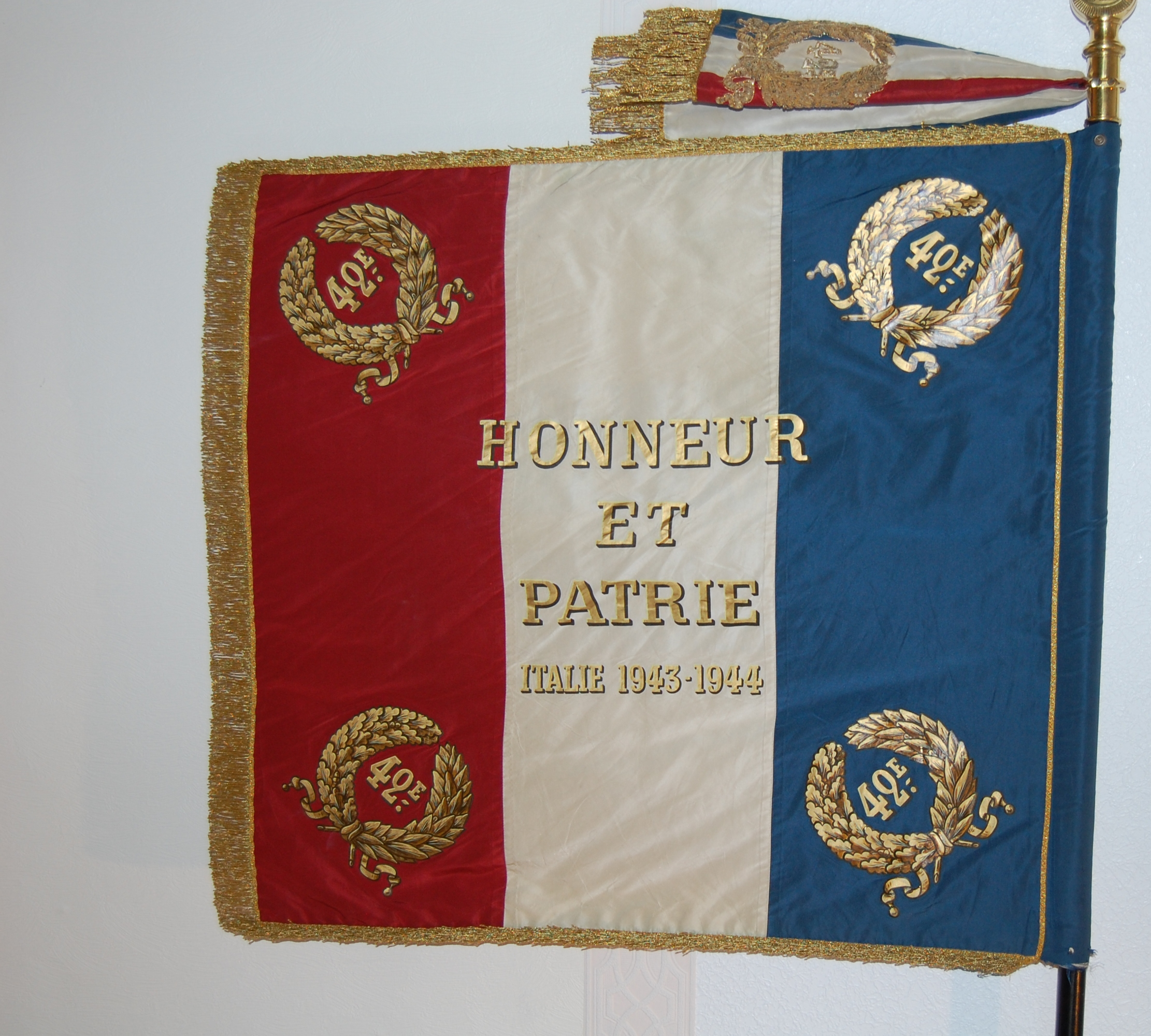
Revers du drapeau du 42.

Le drapeau de la France ou drapeau tricolore bleu, blanc, rouge est l’emblème national de la France de ces deux derniers siècles, sanctionné par l’article 2 de la constitution française de 1958. Il date de 1794, dessiné par Jacques Louis David (1748-1825) à la demande de la Convention. Le drapeau tricolore est le pavillon officiel de la France depuis 1794 et le drapeau officiel des armées depuis 1812, à l’exception des périodes de la Restauration (1814-1815 et 1815-1830).
Le drapeau du 42 est fixé sur une hampe de 2,11 mètres, surmontée d’un renflement frappé des lettres RF et du numéro 42.
Sur l’avers est inscrit en lettre d’or : République française puis l’appellation 42e régiment de transmissions.
Sur le revers est inscrit en lettre d’or : « Honneur et Patrie », et le nom des batailles au cours desquelles le régiment s’est distingué, soit : « Italie 1943-1944. »
L’ensemble est encadré par 4 feuilles de chêne et de laurier. Une cravate tricolore est au sommet.
Dans ses plis, on peut lire l’inscription « Italie 1943-1944 », rappelant le débarquement du Corps expéditionnaire français à Naples en 1943.

### L'insigne régimentaire

#### Symbolique
L'héraldique de l'insigne du 42e Régiment de Transmissions est le suivant :
Triangle d’azur, pointe en bas, flanqué de deux foudres d’or,
a un tau d’azur foncé fileté d’or, 
a une cigogne au naturel en chef.
En abîme, nombre 42 d’argent.
Le bleu clair et le bleu foncé sont les couleurs des transmissions. Le tau et les foudres en sont les symboles.
La cigogne rappellerait l’Afrique du Nord où en 1942 et 1943 ont été constituées, à partir d’éléments du 41 et du 45RG les unités de transmissions qui donneront naissance après la guerre au 42e régiment de transmissions. La cigogne serait aussi associée à la présence du 1er bataillon de l’Armée du Rhin, ex-1er bataillon du 8e RT, devenant le 1er juillet 1921, le 42e bataillon du génie (sapeurs télégraphistes), mais aussi à la proximité de l’Alsace où s’est implanté le commandement des Transmissions de la 1re Armée à Strasbourg dès la fin de la Seconde Guerre mondiale.
L’insigne du 42 a été homologué après la date de création du régiment et il reprend avec quelques changements celui du 18e régiment de transmissions qui avait été créé à Steinbach en 1946.

#### Symbolique héraldique
Le 42 a repris le numéro 42 en mémoire du 42e bataillon de sapeurs télégraphistes créé à Mayence en 1920.
Les foudres disposées en V rappellent la valeur de cette lettre dans l’alphabet romain, le V étant le symbole de la victoire et de l’honneur sauf. Cette symbolique du V se retrouve sur les insignes de la 807, du Comtrans de la 1re Armée (campagne d’Italie, de France, puis d’Allemagne), ainsi que sur celui du 8RT qui contribua largement à l’esprit de résistance entre 1940 et 1944.
La cigogne y est l’oiseau « messager » qui migre d’est en ouest, sens du mouvement universel. En héraldique, un volatile volant d’ouest en est, est attribué en cas de « bâtardise ».
L’insigne du 42e régiment de transmissions est homologué sous le numéro H 569 en date du 9 octobre 1947.

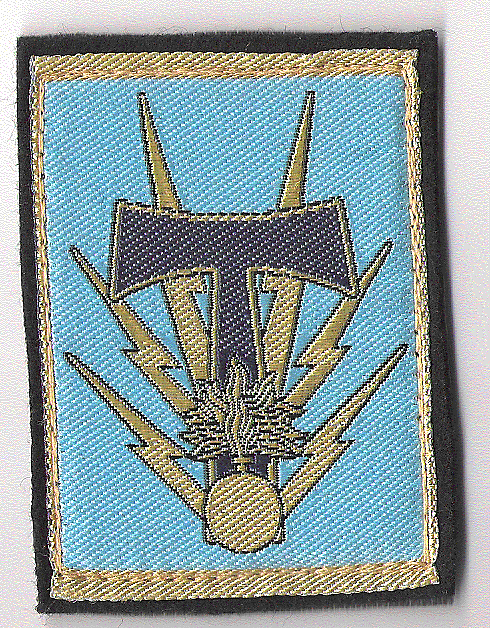
Insigne d'épaule droite des régiments de la BTAC.
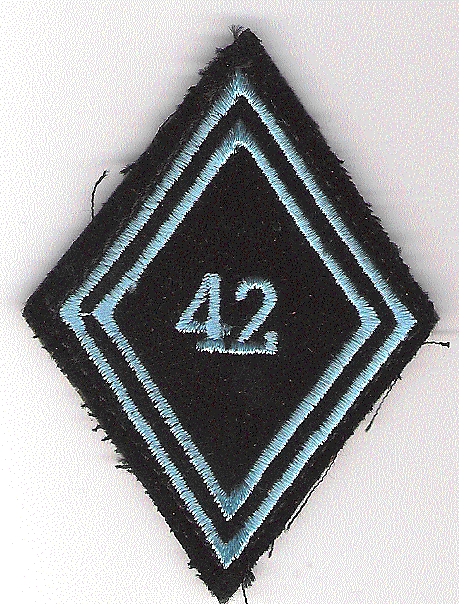
Insigne du 42e RT, losange de bras gauche, modèle hommes du rang.
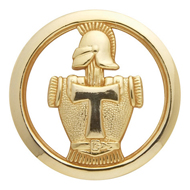
Insigne de béret des régiments des transmissions.

### La devise

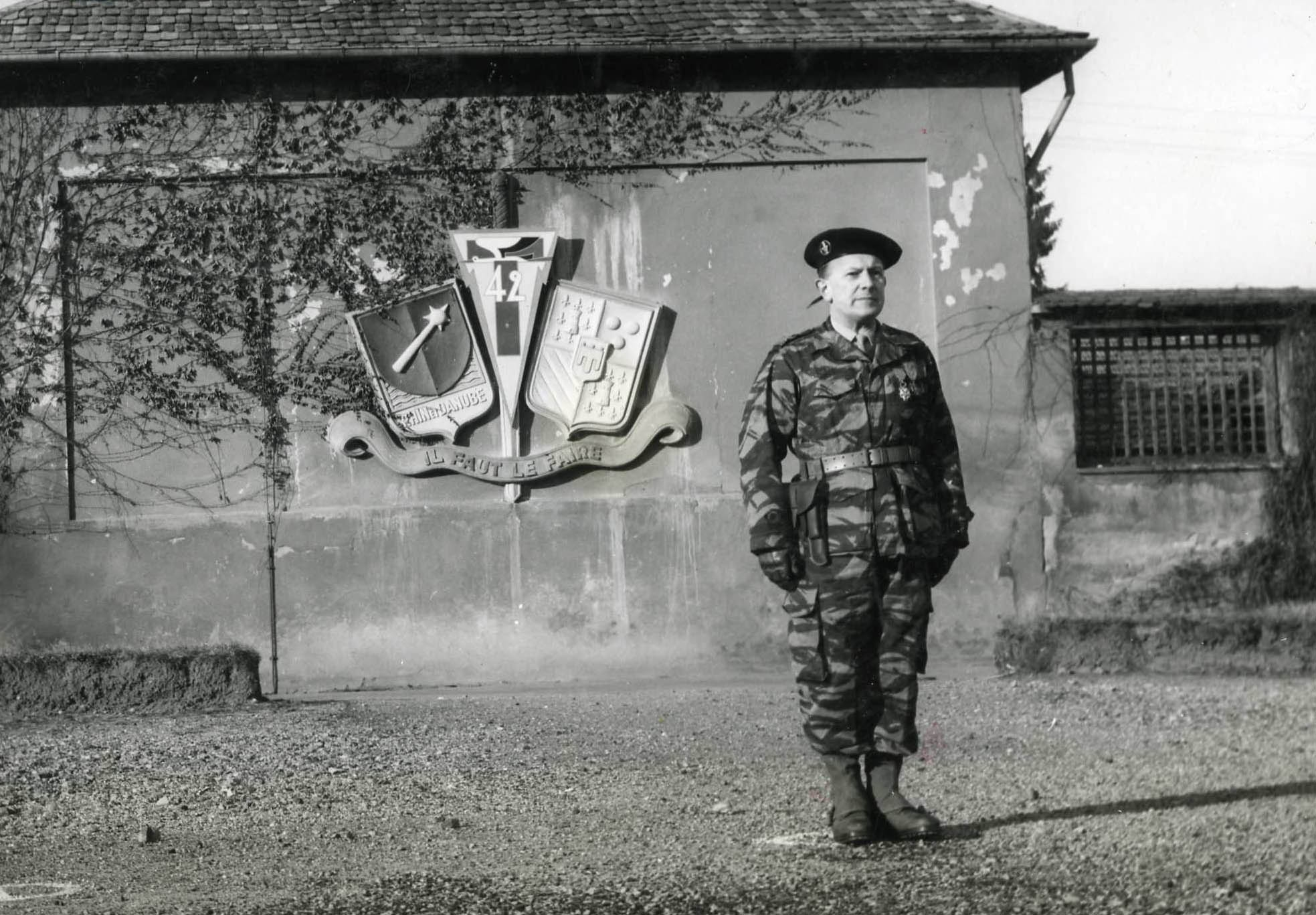
Le colonel Petkosek, lors d’une prise d’arme au IIe bataillon du 42RT au quartier Turenne à Achern

En 1971, le 42 prend pour devise : "Il faut le faire".
Comme beaucoup d’autres, cette devise est référencée au Service Historique de Défense de Vincennes (SHD), mais il n’en existe aucune trace officielle d’homologation, le SHD examinant chaque devise à son édition comme n’appartenant à aucune autre unité.
Témoignage du général Petkovsek, chef de corps du 42 de 1963 à 1964 :
« La devise "Il faut le faire" était déjà apposée sur le fronton héraldique adossé au mur du service général de la caserne Turenne d’Achern où stationnait alors le 2e bataillon du 42. » Le 2e bataillon du 42 étant stationné à Neustadt an der Weinstraße depuis juin 1968.
Comme en témoigne cette photo, la devise « il faut le faire » est beaucoup plus ancienne, car elle était en fait, la devise de l’école interarmées de perfectionnement des officiers, stationnée à Achern au début des années 1950.

### Les fanions

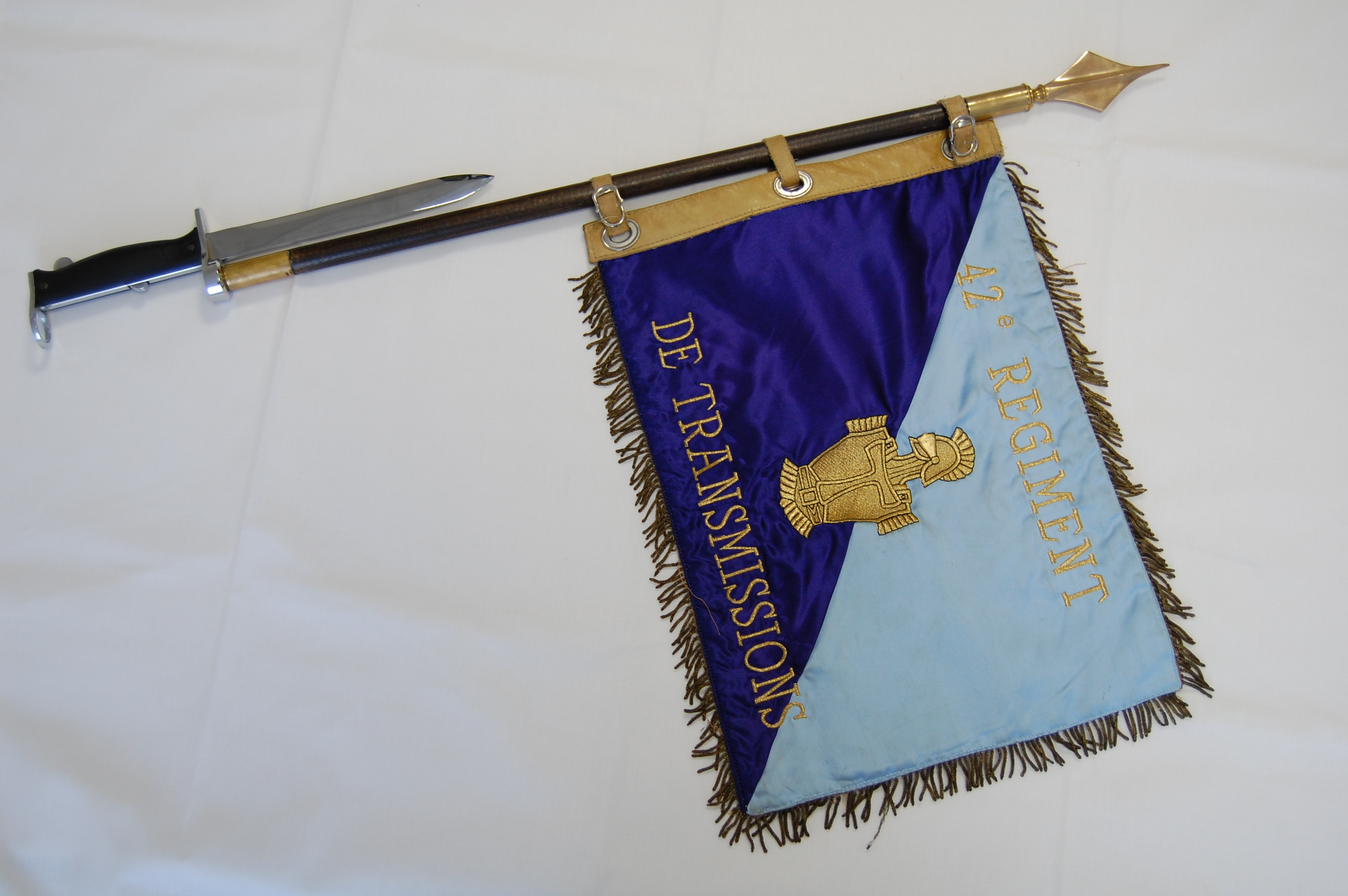
Le verso de l'ensemble des Fanions des Compagnies.
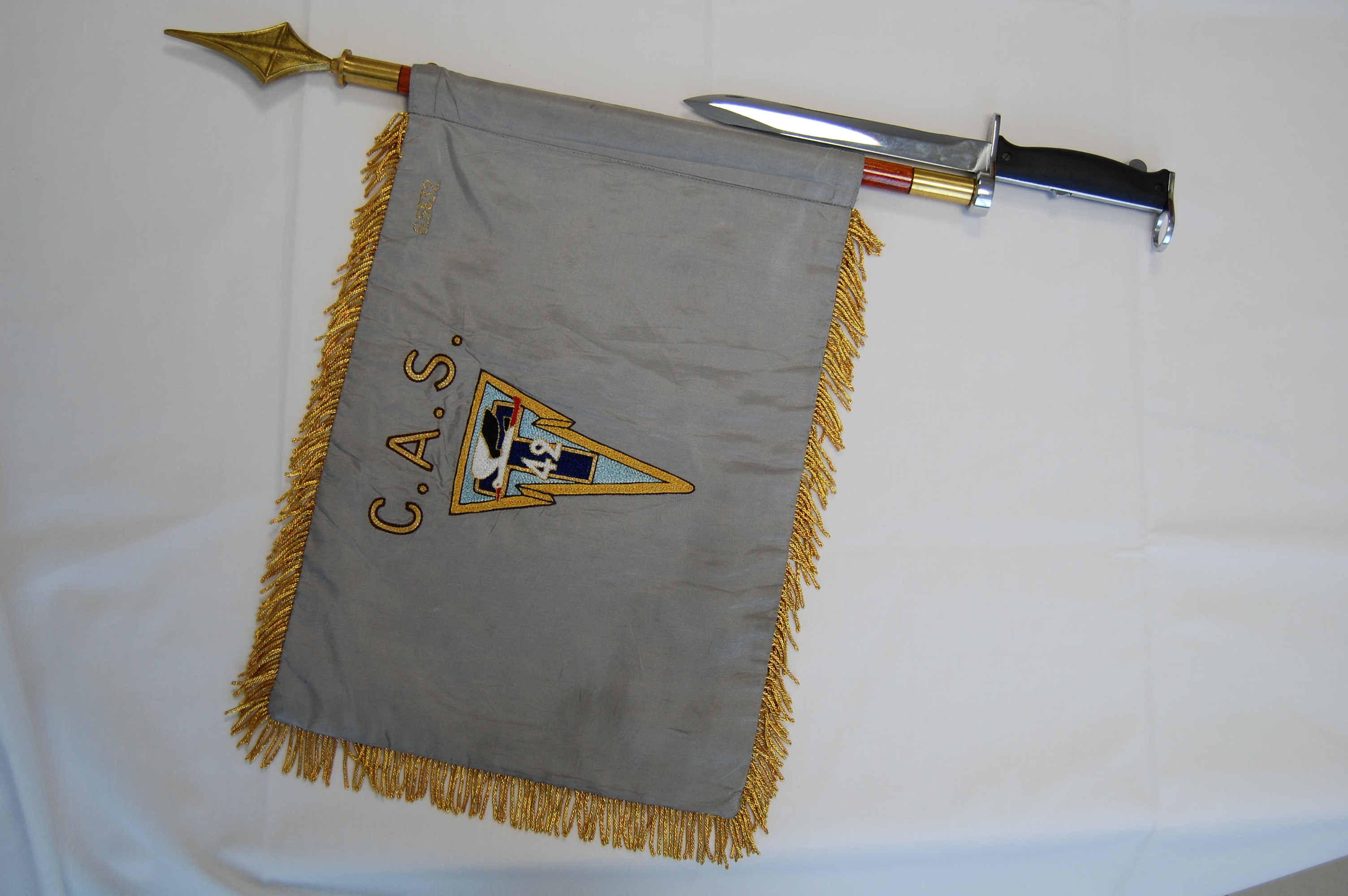
Fanion de la CAS.
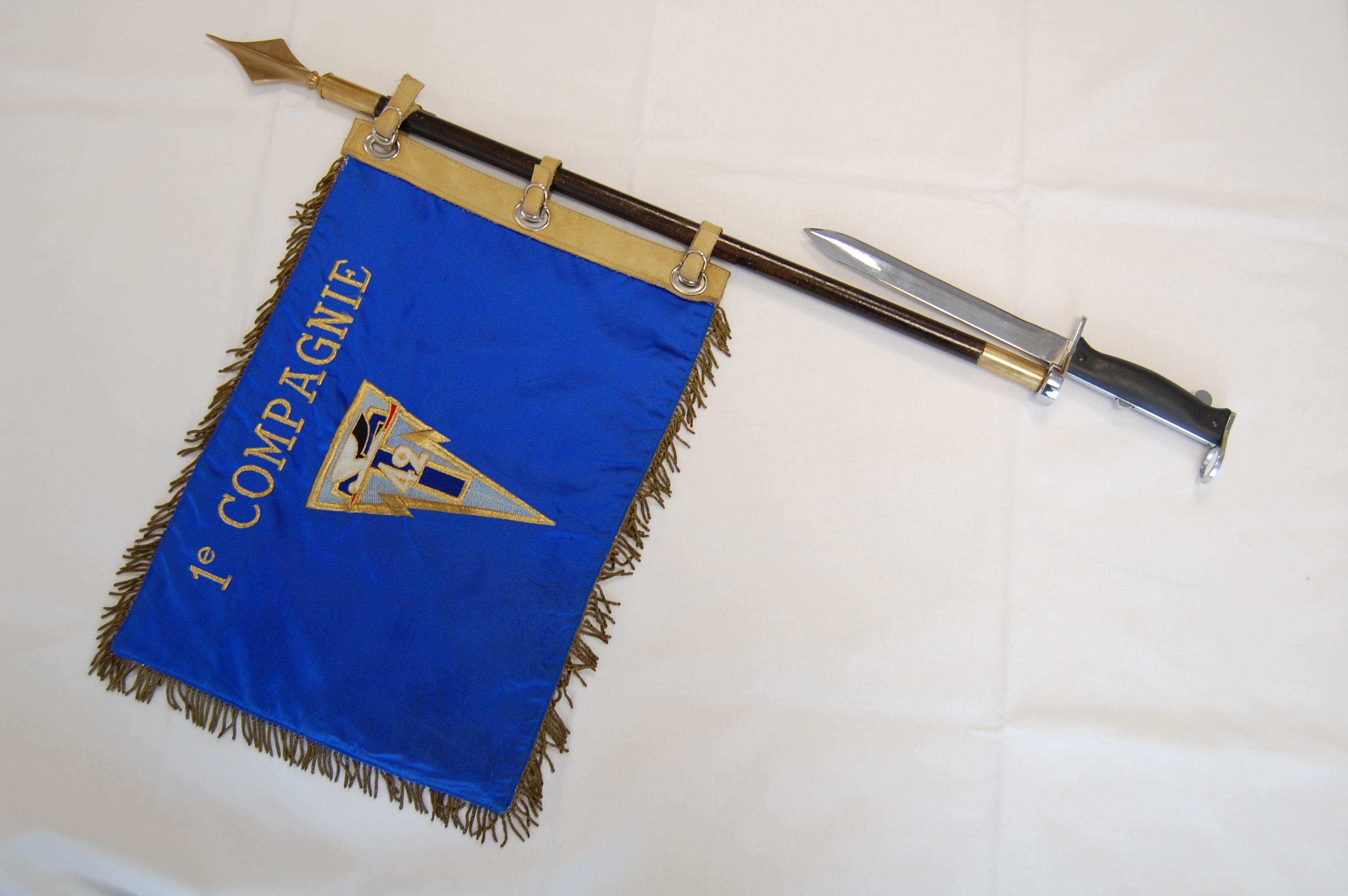
Fanion 1re compagnie.
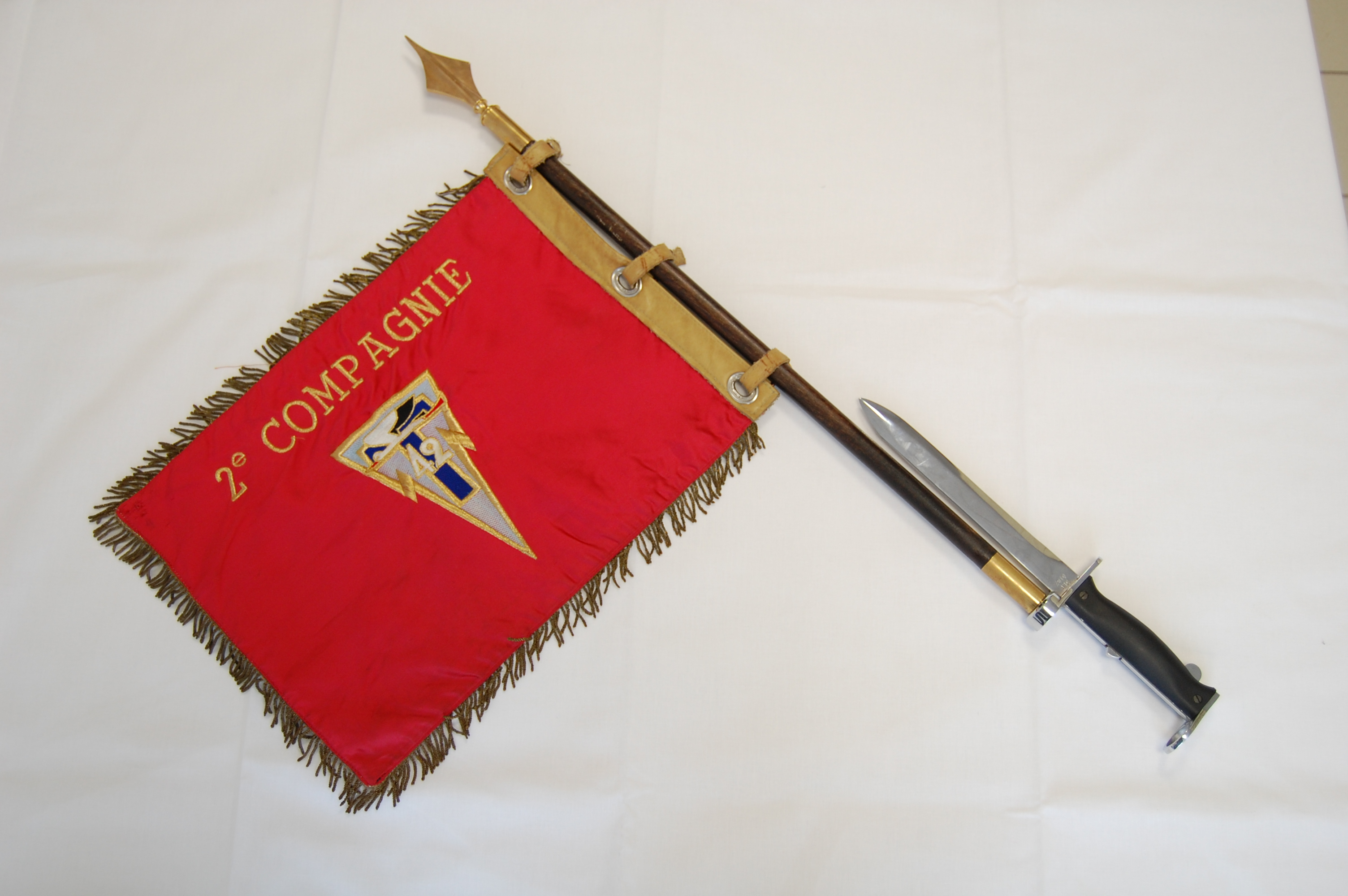
Fanion 2e compagnie.
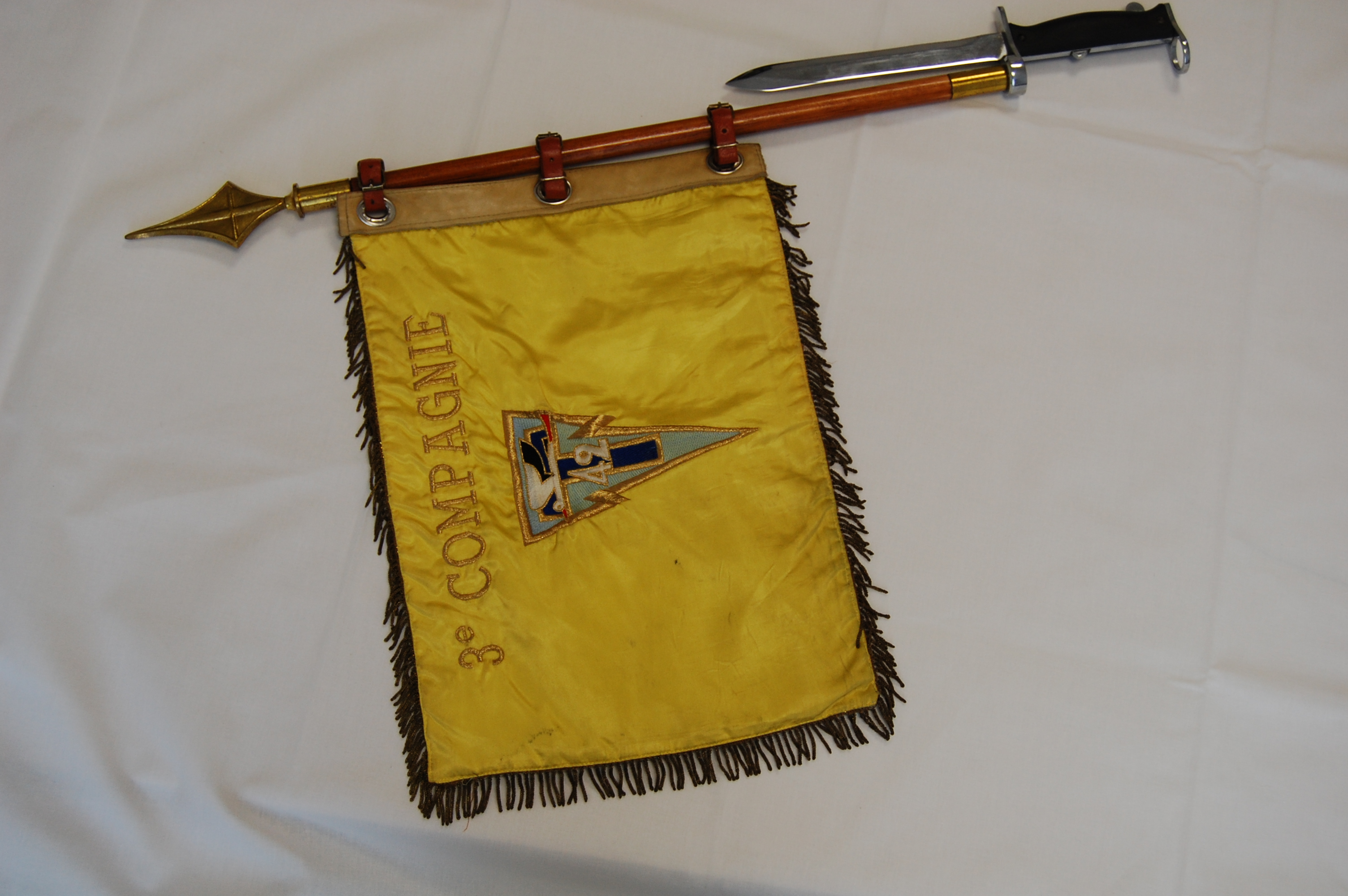
Fanion 3e compagnie.
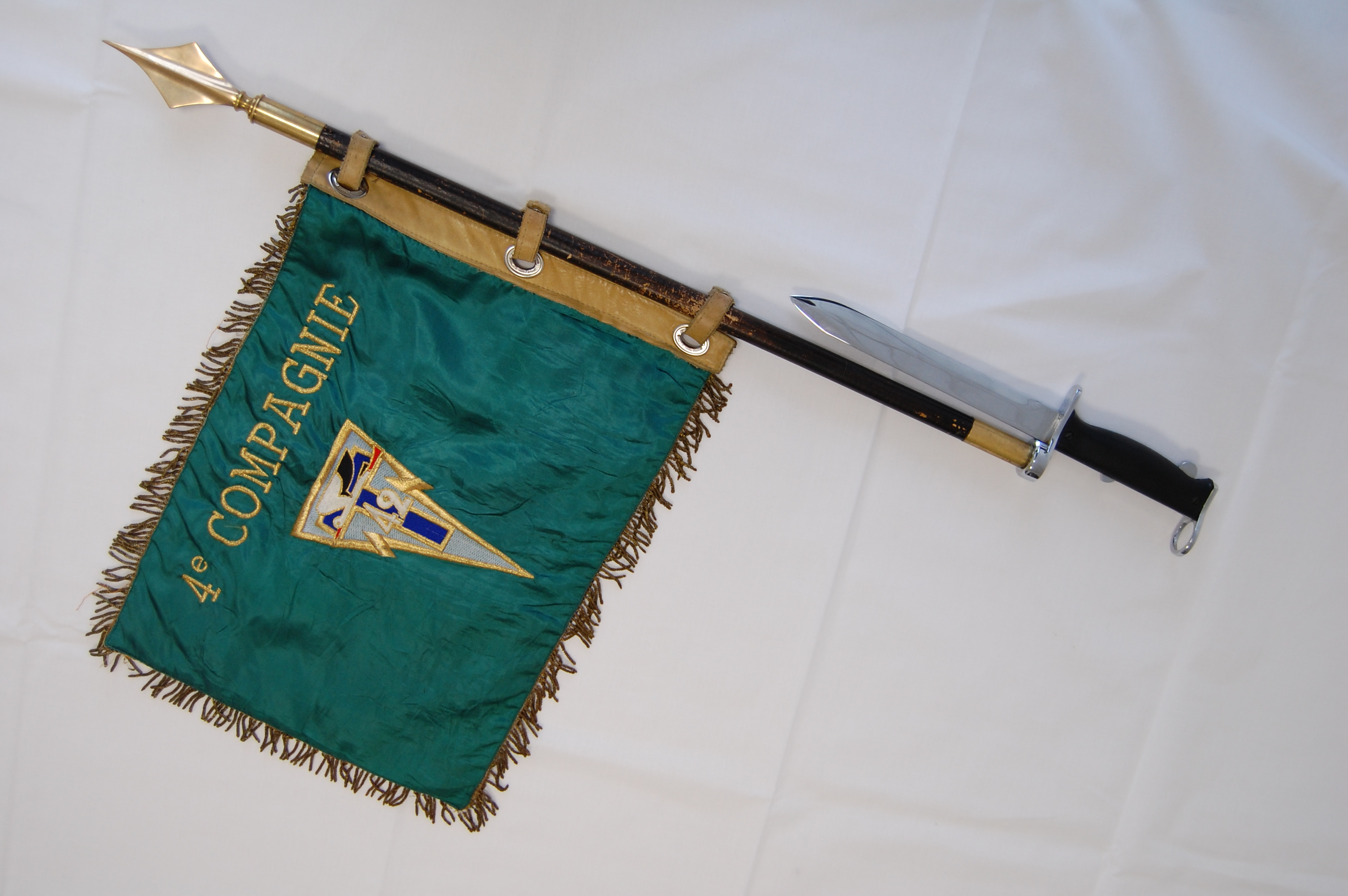
Fanion 4e compagnie.
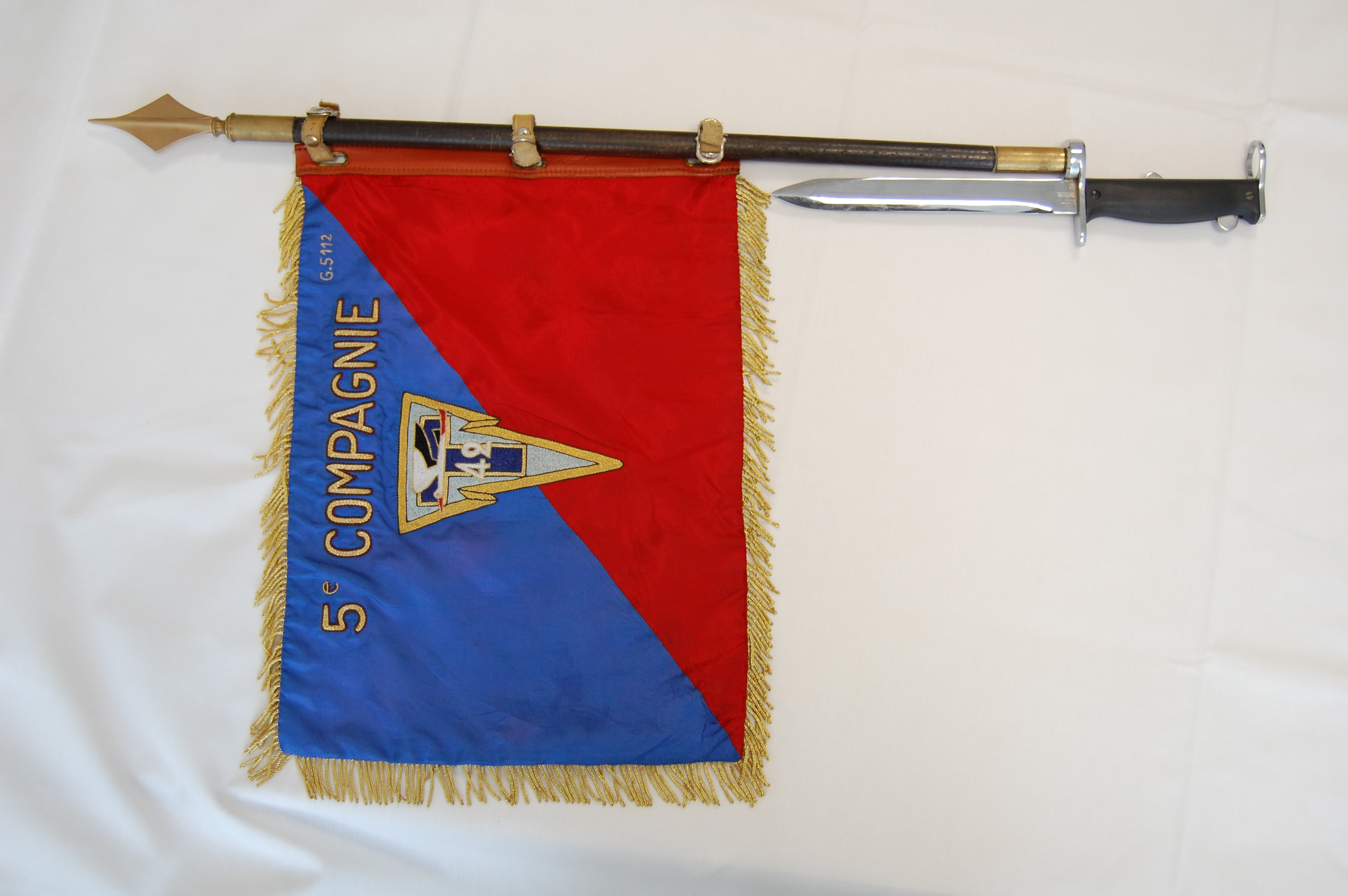
Fanion 5e compagnie.
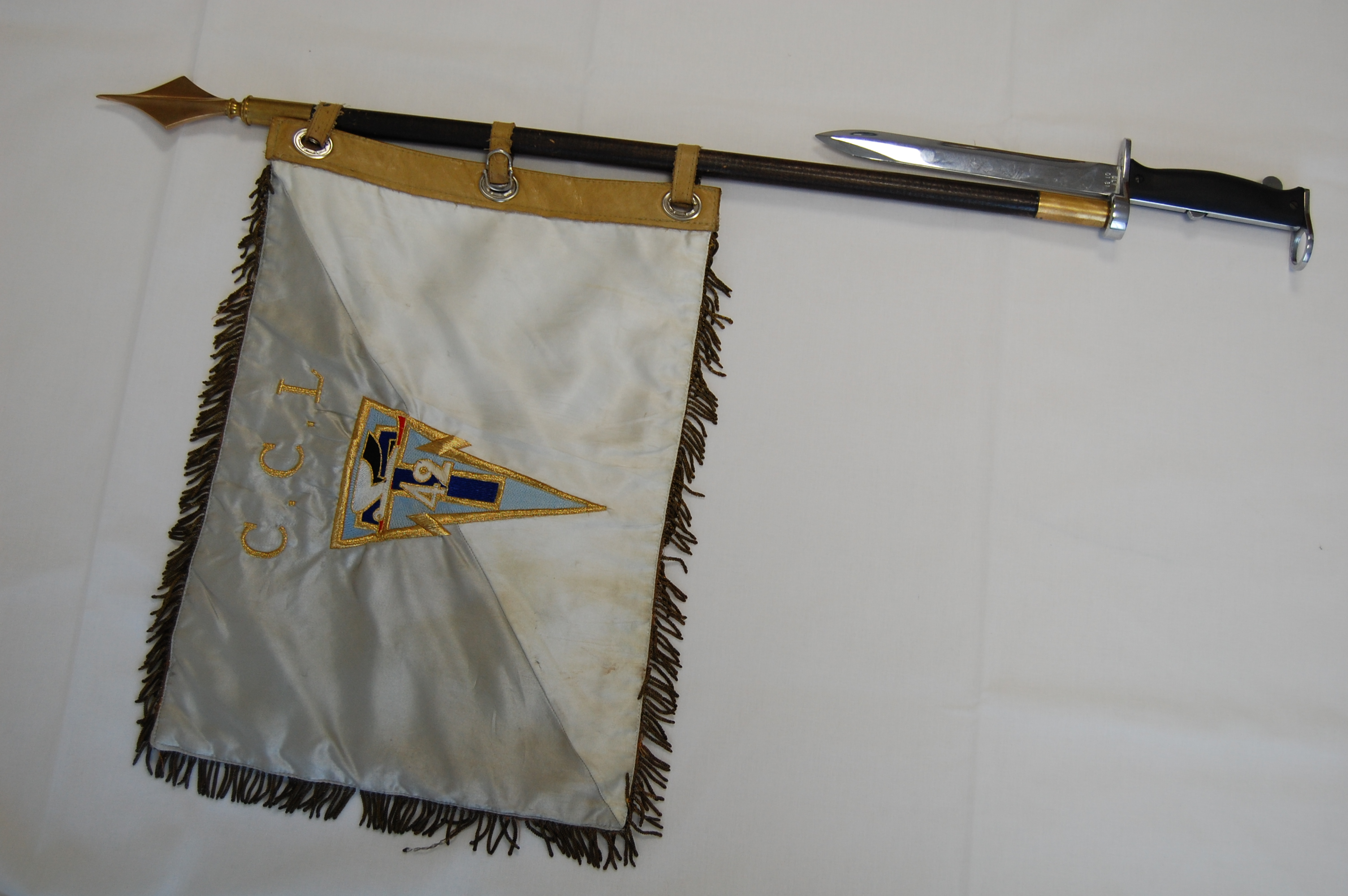
Fanion de la CCL.
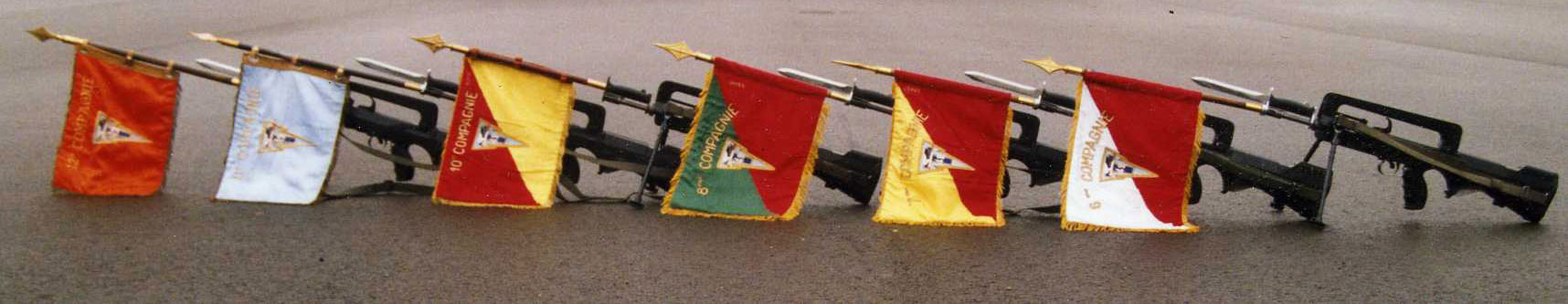
Fanions des 12e ; 11e ; 10e ; 8e ; 7e et 6e compagnies.
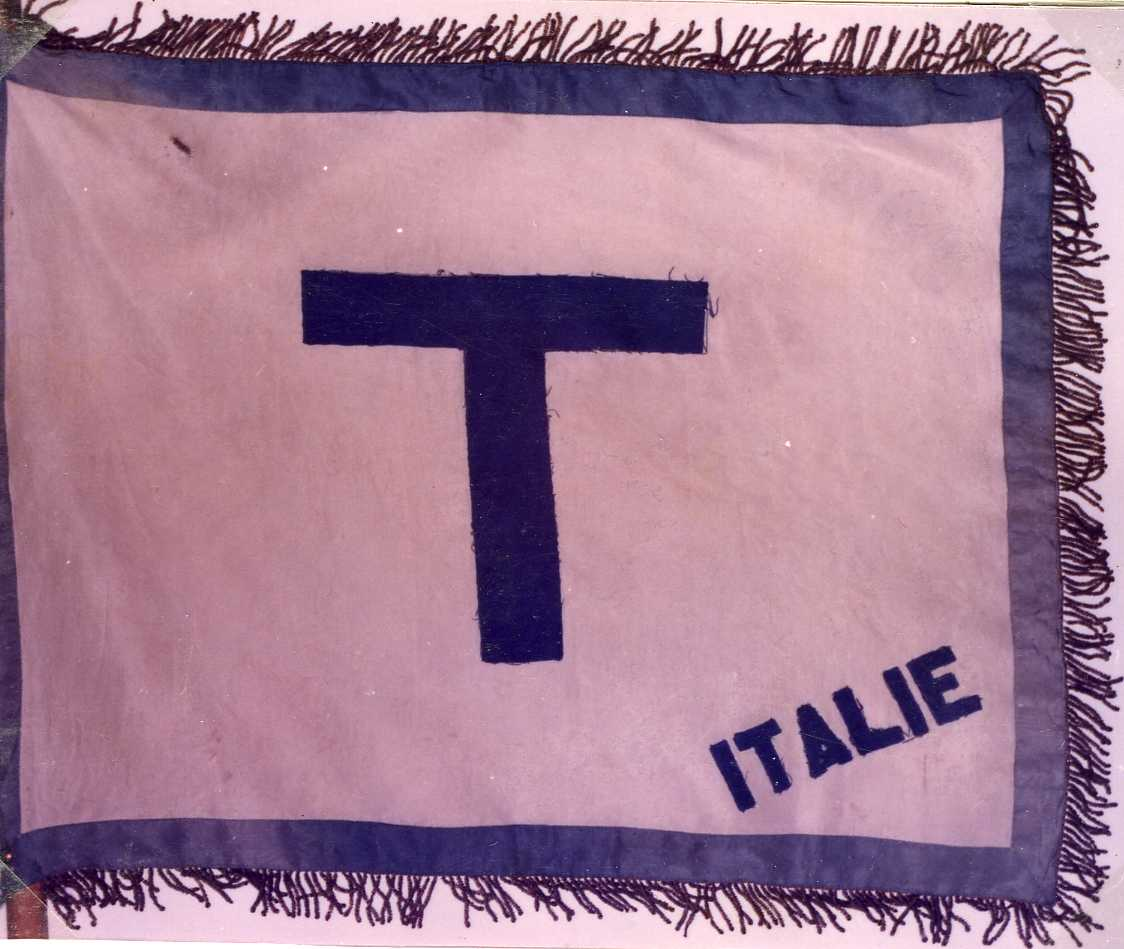
Le verso d'une compagnie dont est issue le 42e régiment de transmissions.
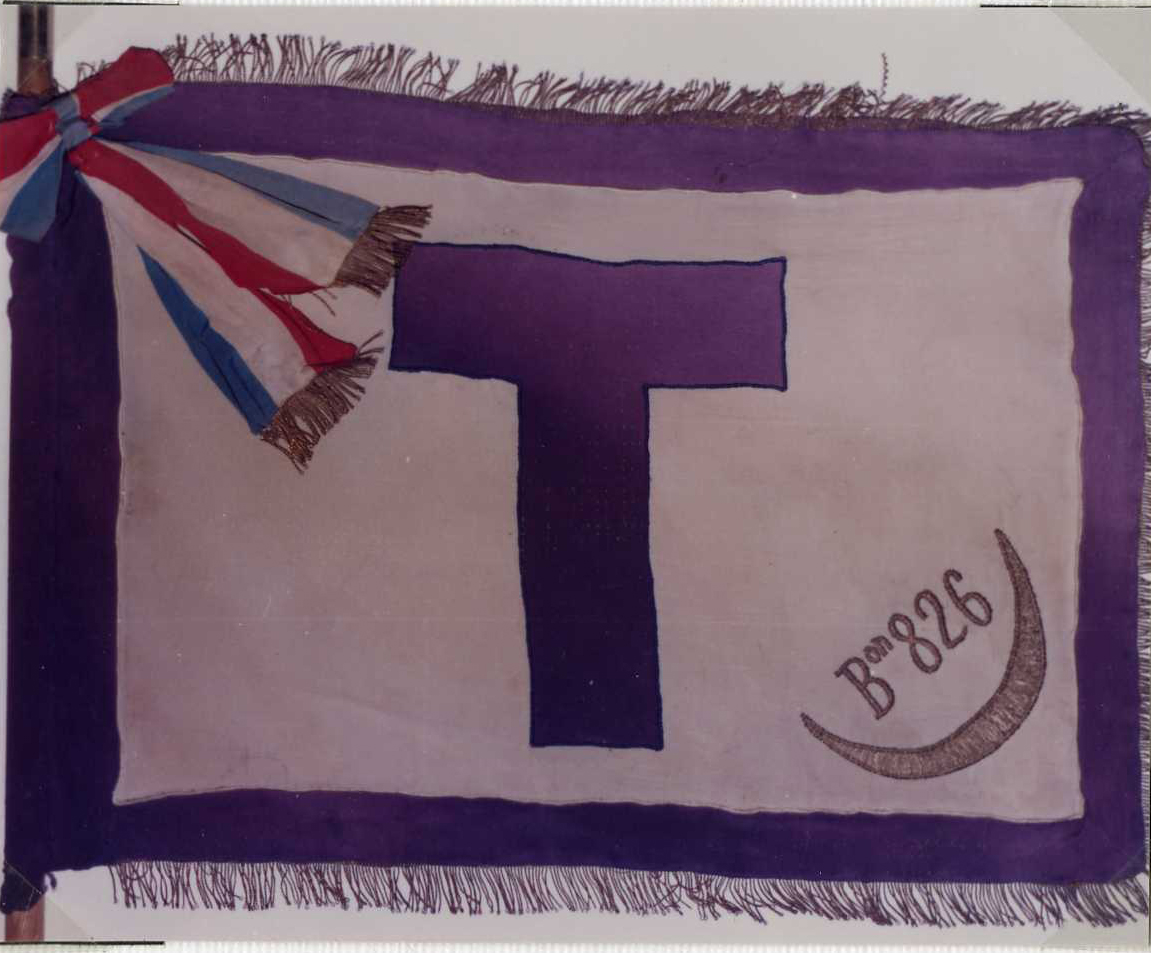
Le verso d'une compagnie dont est issue le 42e régiment de transmissions.

## Histoire

### Historique du42erégimentde transmissions
Le 42e régiment de transmissions est l’héritier direct des unités de transmissions créées en Afrique du Nord, après la dissolution de l’Armée d’Armistice. Ces unités vont participer successivement à la campagne de Tunisie, puis à l’épopée du Corps expéditionnaire français en Italie de décembre 1943 à janvier 1944, enfin à la campagne de la 1re Armée Française depuis le débarquement en Provence le 15 août 1944 jusqu’à l’arrivée sur le Danube en avril 1945.

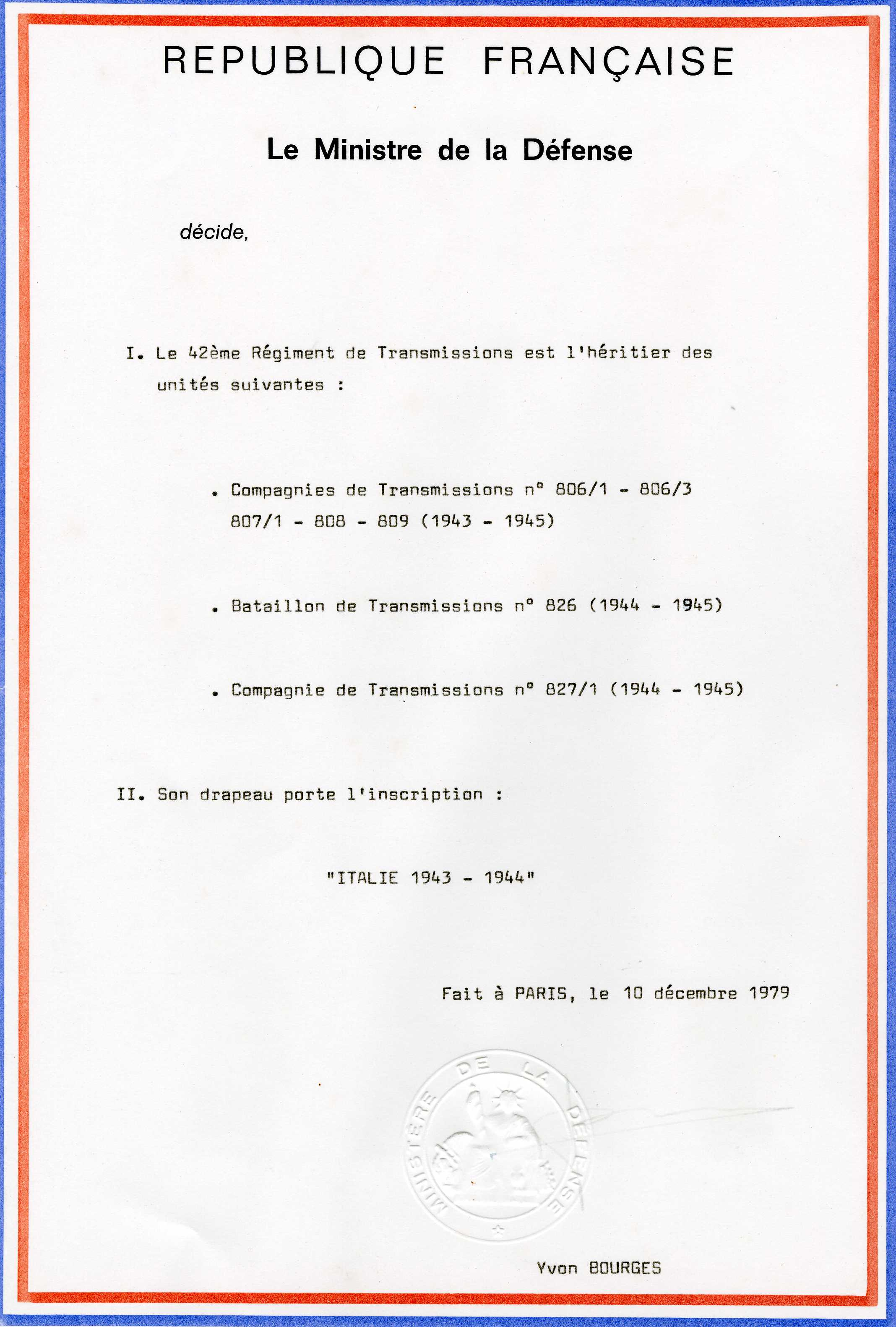

### Création du 42
Lorsque le Corps expéditionnaire français débarque à Naples (Italie) le 1er décembre 1943, les transmissions sont sous les ordres du colonel Brygoo et sont constituées des unités suivantes :
la compagnie de construction 806/1 du lieutenant Thevenot ;
la compagnie 806/3 du lieutenant Baud ;
toutes deux étant des compagnies de construction de lignes équipées de matériels américains et dont les effectifs sont principalement constitués de monteurs marocains ;
la compagnie d’exploitation 807/1 du capitaine Wolfer : chargée de l’exploitation des transmissions et dotée de matériels américains, italiens et français, principalement des centraux téléphoniques et des postes radio.
la compagnie d’écoutes radio 808 du lieutenant Benoît, chargée des écoutes et de la radiogoniométrie.
la compagnie de télégraphie militaire 809 du capitaine Bastien.
la compagnie de transmissions 810 du capitaine Mangin, unité de parc et de soutien.
Toutes ces unités, formées de personnel de tous horizons où le vétéran de la radio saharienne côtoie aussi bien le jeune évadé de France que la jeune engagée du Corps féminin des transmissions récemment créé par le général Merlin, participeront vaillamment aux combats du Corps expéditionnaire français sous les ordres du général Juin. Le 8 juin 1944, la presque totalité des éléments de transmissions défileront à Rome devant le chef du Corps expéditionnaire français.
En juillet 1944, le général Juin citera à l’ordre du Corps d’Armée les deux compagnies de monteurs 806/1 et 806/3, en ces termes :
« De décembre 1943 à juin 1944, ont assuré sans une seule période de repos, dans des conditions souvent dangereuses, sous les obus ou dans des terrains minés, notamment dans les vallées de Sou Elia et du Garigliano, et toujours pénibles, sous les intempéries ou la poussière, le long d’itinéraires encombrés d’une circulation intense, la construction et l’entretien des rames téléphoniques nécessaires aux liaisons essentielles du commandement, posant deux mille kilomètres de circuits, ouvrant à l’exploitation téléphonique trente quatre centraux. Ont eu six tués, vingt six blessés dont quatre amputés. » (étoile vermeil sur croix de guerre 40-45).
En 1944, la campagne d’Italie s’achève et la campagne de France commence. Mi avril 1944, les premiers éléments des transmissions débarquent dans la baie de Saint Tropez avec la 1re Armée. Les transmissions de la 1re Armée sont constituées des unités ayant combattu auparavant en Italie et précédemment citées auxquelles s’ajoutent :
le bataillon 826 de constructions de lignes.
le bataillon 827/1, d’exploitation des transmissions.
la compagnie 830, unité de soutien.
Ces formations suivront le rythme effréné de la campagne du général de Lattre de Tassigny depuis la Provence jusqu’aux portes de l’Autriche.
Au début de 1945, la guerre n’étant pas encore terminée, le Haut-Commandement regroupe les formations organiques des Transmissions de l’Armée Française (unités de la série 800), dont six ont participé à la Campagne, l’ensemble de ces unités est rassemblé dans le pays de Bade et dans le Palatinat et sont regroupées en un seul régiment dont le PC est, à l’origine, à Steinbach, près de Baden-Baden :
le 18e régiment de transmissions est ainsi créé le 1er avril 1946.
C’est alors le début de la véritable implantation d’un régiment de transmissions en Allemagne, dans la plaine du Rhin. Le colonel Vignolles commandant les Transmissions du Commandement supérieur des troupes d’occupation (CSTO) a alors sous ses ordres, outre les commandements des Transmissions des zones Nord et Sud, la direction du service du matériel et le 18e régiment de transmissions. L’État-major jumelé au 18e régiment de Transmissions s’installe à Steinbach, bourgade proche de Baden-Baden.
Mais en 1947, un régiment de transmissions est créé à Nancy, puis à Épinal et reprend le numéro 18, porté avant la Seconde Guerre mondiale par le régiment de sapeurs télégraphistes de Nancy. Les Lorrains n’admettraient pas qu’un régiment implanté à Nancy, puis Épinal, puisse porter un numéro autre que le 18.
« Le 1er juillet 1947 nous dûmes changer nos écussons, le 18e devenait le 42e. Au cours d’une réunion des cadres de l’État-major, en nous apprenant la nouvelle dénomination du régiment, le lieutenant-colonel Cambrousse nous fit part de son émotion car il avait appartenu au 42e bataillon du Génie Télégraphistes qui assurait les transmissions de l’Armée du Rhin en 1920 et 1929. »
Témoignage commandant Congost alors adjudant-major au secrétariat du corps de Steinbach.
C’est ainsi que le 1er juin 1947, le 18e régiment de transmissions devient le 42e régiment de transmissions.
Le numéro 42 n’est pas choisi au hasard. Il rappelle en effet l’existence entre 1920 et 1929 du 42e bataillon de sapeurs télégraphistes de l’Armée du Rhin, cantonné à Mayence, après la Première Guerre mondiale pour gérer les moyens de transmissions des troupes d’occupation françaises en Rhénanie.
Le colonel Vignolles, commandant des transmissions du commandement supérieur des troupes d’occupation devient ainsi le premier chef de corps des 18e puis 42e RT.

### Première période: 1947 – 1959
Cette même année 1947, toutes les unités du régiment dispersées sur Steibach, Rastatt et dans les localités environnantes sont regroupées sur un site unique, la caserne Leduc, à Zweibrücken (Deux-Ponts). Dans le même temps, le budget des troupes d’occupation permet la construction de cités de logements, d’un économat et d’une maison des cadres. Son drapeau lui est remis en 1948.
Fin juin 1948, le lieutenant-colonel Then arriva au 42RT et au cours de l’été 1948, toutes les formations disséminées dans la région furent rassemblées et la portion centrale du 42 prit ses quartiers à la caserne Leduc, future caserne Canrobert  (nom du chef de bataillon Leduc du Comtrans de la 1re Armée tombé en automne 1944 dans la trouée de Belfort). Régiment d’armée, sa mission principale est de gérer et d’instruire le personnel destiné à toutes les unités non endivisionnées. Par ailleurs, la 9e compagnie administre toutes les stations d’infrastructure de la zone d’occupation française et la 10e met en œuvre les installations de Berlin. Le régiment a hérité des équipements américains en dotation au sein de la 1re Armée, puis à partir de 1955, il va bénéficier d’un apport de matériels nouveaux (groupes électrogènes, téléimprimeurs, …) ainsi que de nouveaux véhicules pour la constitution de centres de transmissions et des faisceaux hertziens à grande capacité de marque Siemens et Telefunken.
Le PC du régiment, après Steinbach, son lieu de naissance, ira s’installer à Deux-Ponts de 1950 à 1959. Durant cette période, le régiment comprend dix compagnies :
– deux bataillons englobent chacun trois compagnies ;
– deux compagnies constituent un établissement du matériel de transmissions ;
– les deux dernières compagnies sont spécialisées dans la guerre électronique.
Le mouvement de concentration des unités s’accentue vers Rastatt (en Allemagne) où d’ailleurs le PC s’est installé en 1959. Rastatt (en Allemagne) devient alors la ville d’adoption du 42.

### Deuxième période: 1959 – 1969
Le risque qu'en cas d’événements graves, les moyens de transmissions du régiment ne puissent se mettre facilement à la disposition du PC de campagne de l'état-major des forces françaises en Allemagne (FFA) a amené le commandement à le transférer en trois étapes en 1956, puis 1960 et enfin 1962 de Deux-Ponts à Rastatt et Achern. À l'issue de cette réorganisation, le régiment est articulé de la façon suivante :
- un état-major à Rastatt ;
- le 1er bataillon, aussi à Rastatt, comprenant une compagnie de commandement et des services, une compagnie d’exploitation, une compagnie de faisceaux hertziens et d’écoutes ;
- le 2e bataillon, à Achern, comprenant une compagnie de commandement et des services, une compagnie d’exploitation, une compagnie de faisceaux hertziens et une compagnie d’instruction. Le 2e bataillon a déménagé à Neustadt an der Weinstraße (Quartier Turenne) en juin 1968.

### Troisième période: 1969 – 1984
En 1969, la suppression des deux bataillons et le regroupement complet du régiment à Rastatt donne au 42e régiment de transmissions un aspect plus homogène. Il est alors organisé en sept compagnies : 
- la compagnie de commandement et des services.
- trois compagnies d’exploitation de PC de Corps d’Armée.
- deux compagnies de centres nodaux.
- une compagnie de moyens réservés.

auxquelles s’ajoutera en 1972 un groupement d’instruction.
Avec cette restructuration de 1969, le 42 se retrouve avec les 51e et 53e régiments de Transmissions parmi les éléments organiques du 2e corps d’armée. D’octobre 1969 à juin 1972, le 42 va participer à des exercices visant à mettre au point un nouveau système de transmissions opérationnels pour les grandes unités. Cette période est également riche en événements divers :
1969 : jumelage avec le Luftlandfernmeldebataillon 9 stationné à Starnberg ;
1970 : la musique régimentaire devient musique régionale des Forces françaises en Allemagne ;
1971 : le régiment prend pour devise : « il faut le faire » ;
1972 : jumelage avec le 6e bataillon de transmissions belges de Ludenscheid 
1976 : jumelage avec le 26th Signal Battalion de Helbronn ;
1978 : la réorganisation du 2e CA entraîne une réorganisation du 42.
En 1978, la réorganisation du 2e Corps d’Armée avec ses trois divisions blindées du type 77 entraîne une nouvelle réorganisation du 42e régiment de transmissions qui comprend alors six compagnies :
- la compagnie de commandement et des services ;
- une compagnie d’exploitation de PC de Corps d’Armée ;
- une compagnie de centres nodaux ;
- une compagnie de centres nodaux et de centres techniques de raccordement ;
- une compagnie de groupement de reconnaissance de Corps d’Armée (GRCA) et de raccordement ;
- une compagnie d’instruction.

### Quatrième période: 1984 – 1993
En 1984, le 42e régiment de transmissions connaît encore une réorganisation et comprendra six compagnies :
- la compagnie de commandement et des services.
- deux compagnies d’exploitation de PC de Corps d’Armée et de raccordement.
- deux compagnies de centres nodaux RITA.
- une compagnie d’instruction.

### Cinquième période: 1993 – 1999
Le 18 août 1993, après vingt quatre années de présence dans cette ville, le 42e régiment de transmission quitte Rastatt pour s’implanter à Achern (à vérifier avec  Neustadt an der Weinstraße (Quartier Turenne). Il rejoint le nouveau corps européen de Strasbourg le 1er octobre 1993 et participe alors aux premiers exercices de transmissions hors frontières. Ses nouvelles structures sont les suivantes :
- la compagnie de commandement et de logistique.
- la 1re compagnie chargée d’équiper et de raccorder le PC principal du corps européen et de fournir 4 groupes de raccordement sur VAB au profit des grandes unités formant le corps européen, ainsi que 2 sections projetables.
- la 2e compagnie raccordant le centre d’exploitation du PC arrière du corps européen et fournissant une section projetable, une section de raccordement à l’infrastructure et aux alliés et deux sections radio.
- les 3e et 4e compagnies mettant en œuvre au total 12 centres nodaux.
- les 11e et 12e compagnies assurant la formation des militaires du rang servant au 42 et à l’État-major des forces françaises stationnées en Allemagne.
- la musique régionale des FFSA.

### Sixième période: 1999– 2011
Transféré le 1er juillet 1999 à Laval, il intègre la Brigade de transmission, laquelle deviendra le 1er juillet 2002, la Brigade de transmissions et d’appui au commandement (BTAC). Le 1er juillet 2000, il intègre un détachement de deux compagnies de Bretteville-sur-Odon puis, un an plus tard, le 1er juillet 2001, à la suite de la dissolution du 58e régiment de transmissions de Poitiers, lui sont affectées deux compagnies de la composante stratégique (TEI), les compagnies de Rennes et d’Orléans. Le 1er juillet 2003, le 42e régiment de transmissions perd les deux compagnies du détachement de Bretteville-sur-Odon et la compagnie d’Orléans qui donnent naissance au 18e régiment de transmissions. En juin 2009, le 42e régiment de transmissions est réorganisé en régiment de transmissions et d’appui au commandement et perd sa 7e compagnie TEI de Rennes qui rejoint les rangs de la Direction interarmées des réseaux d’infrastructure et des systèmes d’information en Région Terre Nord-Ouest de Rennes.

### Dissolution
Dans le cadre du Livre blanc sur la défense et la sécurité nationale 2008, la dissolution du régiment, en 2011, a été annoncée le 24 juillet 2008. Il fut dissous le 26 mai 2011. Une cérémonie a été célébrée au quartier Ferrié. Le 30 juin 2011, la ville de Laval prend possession de la caserne Ferrié pour un euro symbolique. Sa reconversion est engagée le 25 octobre 2011. Dès le mois de septembre 2011, le terrain militaire de 50 hectares est reconverti en un pôle de formation à la santé (école d'infirmières, d'aides-soignantes et de kinésithérapeutes) avec une première promotion de 30 élèves, une autre partie du site est utilisée pour créer une cité de la réalité virtuelle regroupant des chercheurs, des étudiants et des entreprises, enfin un pôle d'activités tertiaires et 750 nouveaux logements sont créés. 

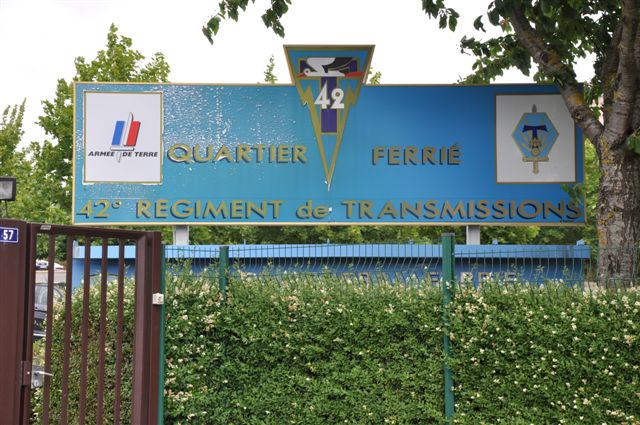
Entrée de la caserne du 42e régiment de transmissions, quartier Ferrié à Laval.
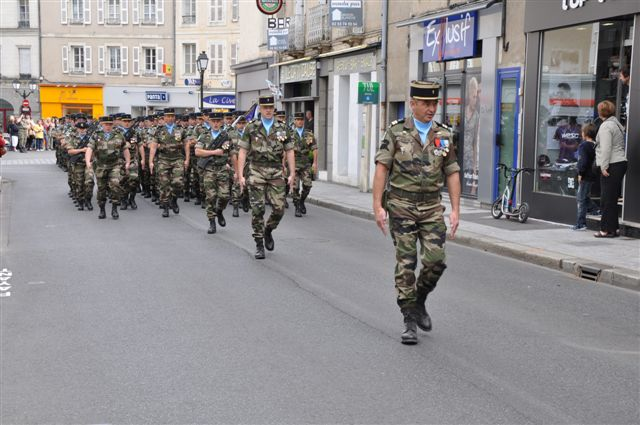
Défilé du 42e régiment de transmissions à Laval le 26 mai 2011 pour sa dissolution.
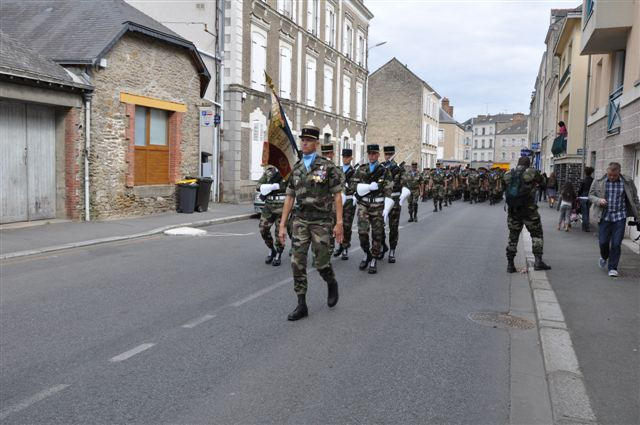
Défilé du 42e RT avec son drapeau à Laval le 26 mai 2011 pour sa dissolution.
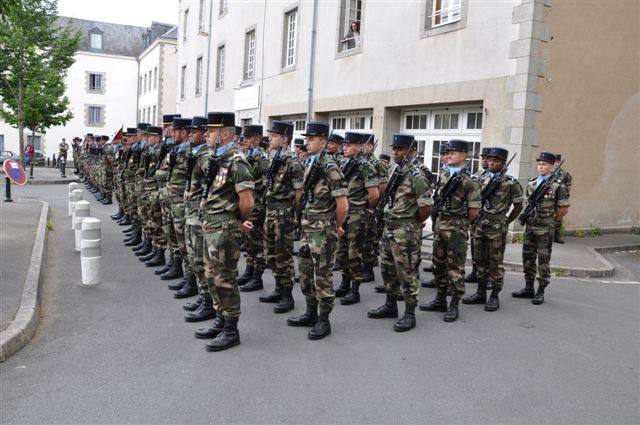
Le 42e régiment de transmissions à Laval le 26 mai 2011 pour sa dissolution.
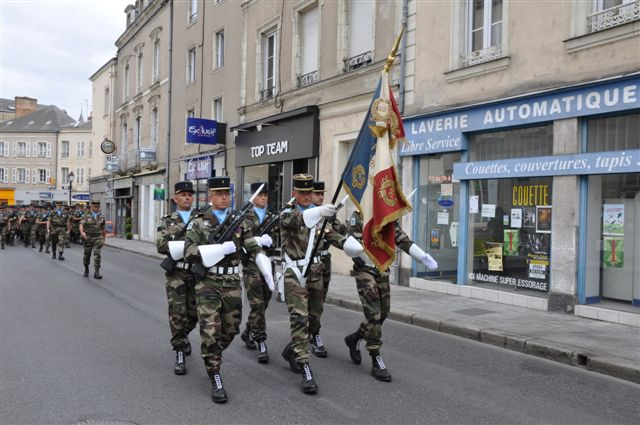
Le drapeau du 42e régiment de transmissions à Laval est sa garde.
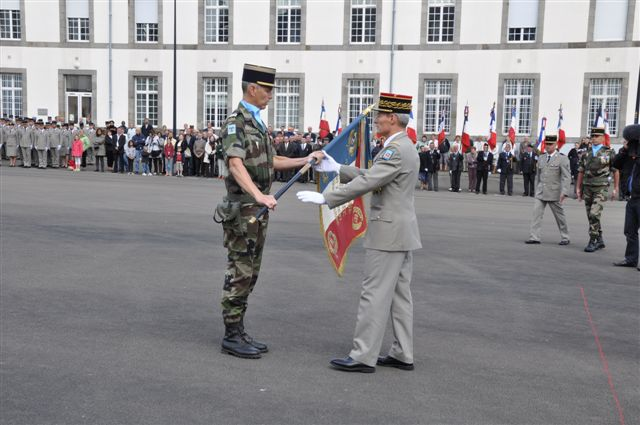
Le lieutenant-colonel Patrick Dirant, dernier chef de corps du 42e régiment de transmissions à Laval le 26 mai 2011, remet l'emblème de son régiment au général de corps d'armée Hervé Charpentier, commandant des forces terrestres.« À la postérité, notre prestigieux régiment lègue son nom, son histoire, son emblème », a déclaré ce dernier.
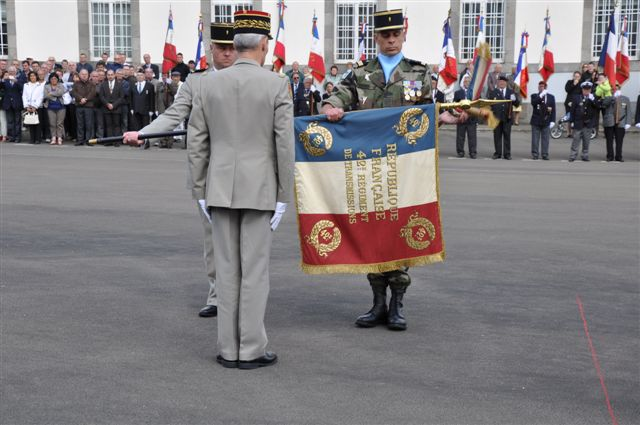
Dissolution du 42e régiment de transmissions à Laval le 26 mai 2011 le drapeau est enroulé. Son emblème va rejoindre les archives militaires, aux Invalides, à Paris.

### Missions, caractéristiques et spécificités juste avant sa dissolution.
Le 42e régiment de transmissions, comme l’ensemble des formations de la BTAC est résolument orienté vers la projection sans délai et sans préavis et doit pouvoir aussi remplir en permanence, avec ses cinq compagnies tactiques et une partie du personnel de ses services appartenant à  la compagnie de commandement et de logistique (CCL) et à la compagnie d’administration et de soutien (CAS), les missions suivantes :
- armer un centre de mise en œuvre d’appui au commandement de niveau 2 ;
- participer  à la mise sur pied d’un centre de mise en œuvre d’appui au commandement de niveau 1 ;
- assurer le  maillage du réseau tactique d’une zone d’engagement divisionnaire ;
- fournir des compagnies type PROTERRE dans le cadre de modules tournants au profit des unités en place dans les DOM-COM ;
- participer également aux missions de service public et de sécurité générale avec le concours de sa compagnie de réserve opérationnelle.

## Structure

### 1recompagnie
La devise : « Labor Omnia Vincit Improbus »
La symbolique de la première compagnie, choisissant comme emblème la licorne, met en avant les valeurs de puissance, de résistance, mais aussi de transmissions sures et rapides de l´information. La licorne, animal mythologique médiéval, considéré par Voltaire comme «le plus bel animal, le plus fier, le plus terrible et le plus doux qui orne la Terre », souligne la témérité dans l´action, comportement verbalisé par la devise « Rien n´empêche ». Réputée pour sa rapidité, la licorne incarne dans la tradition chrétienne le « Verbe de Dieu », autrement illustré par les éclairs dorés jaillissant des cieux. L´information, la transmission du savoir, la connaissance sont portées à travers les mers et les continents par cet animal rapide et déterminé. En représentation héraldique, la licorne est aussi porteur d´armoiries, animal de bon augure qui transmet les meilleurs présages et concours à la victoire. Sur fond bleu couleur des transmissions apparaît en filigrane le chiffre 1 de la compagnie.

#### Organisation de la compagnie
L'effectif de la 1re compagnie est le suivant : 3 officiers, 47 sous-officiers et 44 militaires du rang.
La 1re compagnie est articulée en 5 sections :
- une section COMMANDEMENT ;
- une section RACC 2 ;
- une section SIEX ;
- une section SUPPORT ;
- une section RADIO.

#### Missions de la compagnie
Mettre à la disposition de postes de commandement importants les moyens techniques et humains de commander leurs subordonnés en mettant en œuvre des matériels permettant le raccordement au réseau maillé de télécommunications militaire (RITA 2G), la desserte des différentes cellules dans des domaines aussi divers que la téléphonie, la transmission de données ou la mise en place de réseaux et d´outils informatiques performants.

#### Jumelage
La 1re compagnie est jumelée avec la commune de Bonchamp-lès-Laval depuis le 18 décembre 2002.

### 2ecompagnie
La devise : « Grogne et Mord »
Compagnie de caractère, entremêlant cadres expérimentés et jeunes motivés, la 2e compagnie a pour devise « Grogne et Mord », et pour symbole un bouledogue ; signes distinctifs imaginés sous le commandement du capitaine THOMASSON en 1995. Symboliquement liée au vol de la Cigogne, la migration du 42e régiment de transmissions sur LAVAL en 1999 n’a en rien affecté les us et coutumes de la 2e compagnie. En effet, cette dernière fut l’une des seules, sinon la seule, à conserver son insigne ainsi que sa devise. Ce qui en fait, en quelque sorte, la plus ancienne compagnie du régiment.
En 1987/1988, sous les ordres des capitaines Blanc puis Delarc la devise était « La 2, la 2 lala  lala lalére, la 2, lalala », en version longue, les jours de prise d'armes on rajoutait « c'est la plus belle des compagnies de France, c'est la plus belle des compagnies françaises, la 2, la 2... », etc.
Compagnie à l'effectif peu nombreux, elle était marquée par un fort taux de cadres d'actives, proche de 50 % pour les sections purement transmissions. Ce recrutement par défaut et relativement hétérogène n'empêchait nullement la réalisation de la mission dans les délais impartis par les standards, soit moins d'une heure entre l'arrivée sur site et la prise de liaison avec le système. Son rôle consistait opérationnellement à mettre en œuvre tous les moyens de transmissions au service des états-majors régimentaires en liaison avec le système Rita; de manière plus ponctuelle elle assurait les liaisons téléphoniques, fax, radio et télex pour des manifestations et événements occasionnels.

#### Missions de la compagnie
Dans le cadre de la refonte des régiments de la Brigade de transmissions et d’appui au commandement, la mission de la 2e compagnie s’axe principalement sur l’aménagement de la desserte de postes de commandement secondaires – type PC « HARPON »  ou PC arrière d’un élément de niveau High Reaction Force (HRF), soit des volumes de l’ordre de 150 personnels environ. Outre la supervision du fonctionnement de ladite desserte et l’armement du PC TACTIQUE, la 2e compagnie a également à sa charge de mettre en œuvre les moyens nécessaires au raccordement des PC susmentionnés, qu’il s’agisse de stations commutantes ou satellitaires, tous équipements de nouvelle génération.

### 3ecompagnie
La devise : « Oy, oy, destroy » 

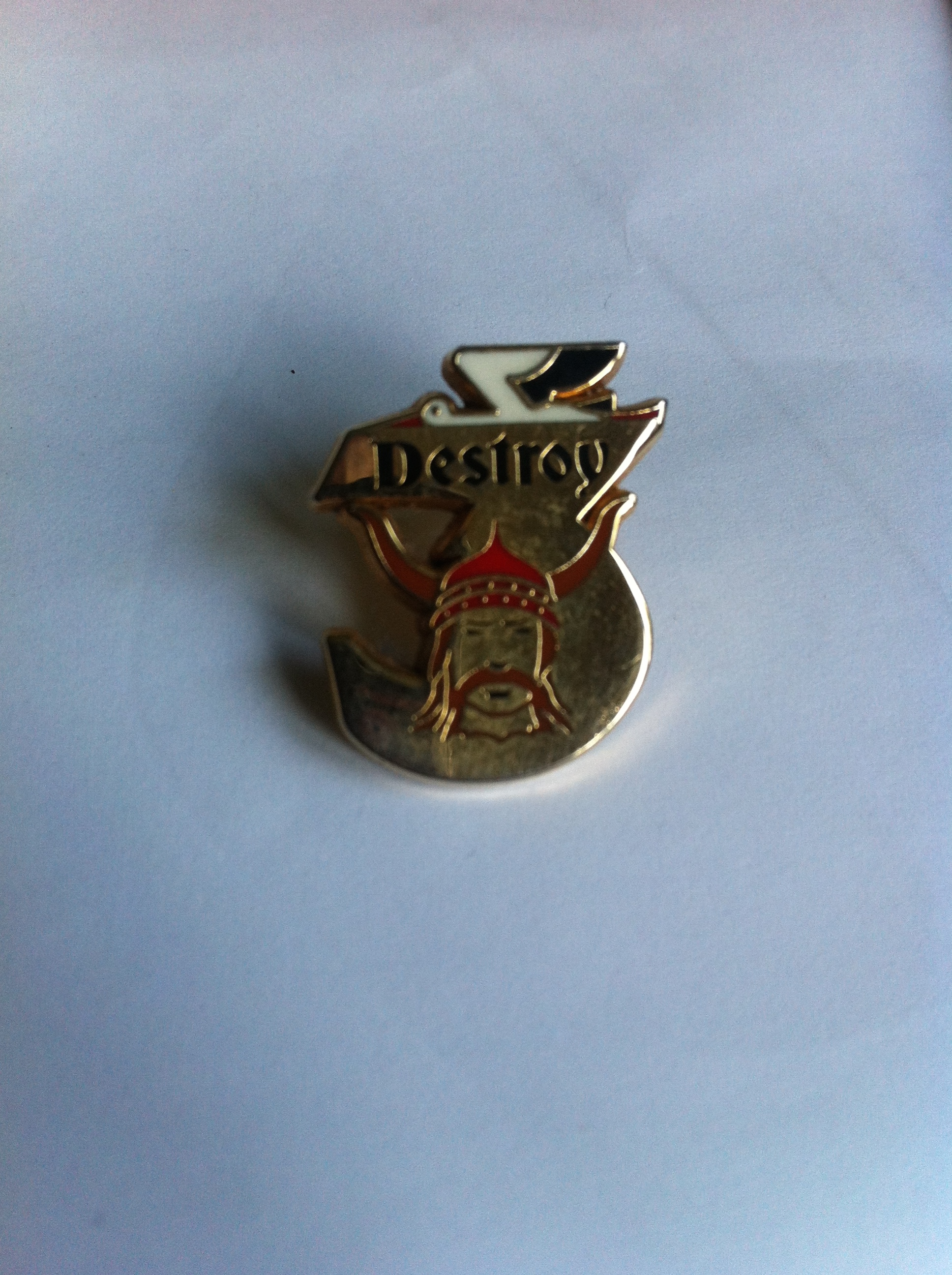
Insigne de la 3e Cie.

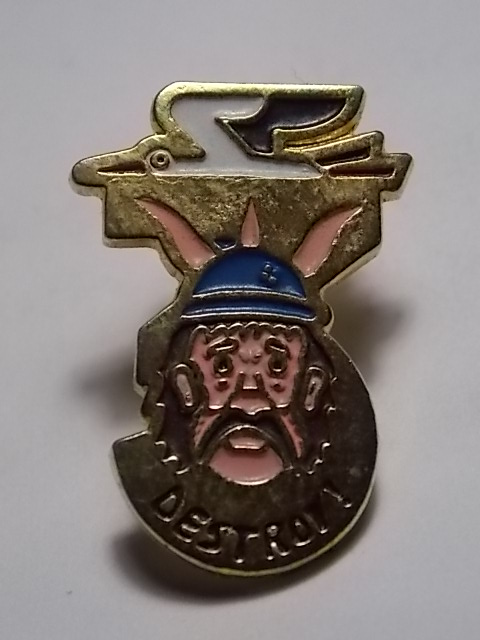
Ancien modèle de l'insigne durant l'affectation du régiment en Allemagne.

C’était le cri que poussait une certaine compagnie Charlie (équivalent de la troisième compagnie) d’un bataillon d’infanterie américaine lors des assauts. Le nom de ce bataillon s’est perdu au fil du temps, mais son souvenir est entretenu par la compagnie DESTROY.
L'insigne : créé en 1987 par le capitaine LALAUS, alors adjoint au capitaine PHILIPPOT commandant la 3e compagnie du 42e RT à RASTTAT, le Gaulois, essence même du peuple Français, symbolise la rusticité, qualité première d’une compagnie de centres nodaux. Dans sa version originelle, le casque guerrier arborait trois cornes qui, placées à l’horizontale, stylisaient un trois, numéro de la compagnie. Aujourd’hui la corne centrale est diminuée pour laisser place à l’inscription « DESTROY » au-dessus du casque en fond d’insigne.

#### Missions de la compagnie
Après s’être adaptée au déménagement du régiment, la compagnie a vu arriver une nouvelle génération de matériel venant remplacer l’ancienne version de ces moyens appelée le RITA 2000 et dans un second temps RITA2G. Percevant sans cesse de nouvelles stations, et apprenant à les exploiter pleinement. La 3e compagnie était une compagnie de maillage jusqu’au 25 juin 2009, date à laquelle elle est réorganisée pour répondre au format RTAC, devenant une compagnie d’appui au commandement de type 2. Ces missions sont alors les suivantes :
- déploiement de PC de niveau 3 et 4;
- raccordement des PC par moyens satellitaires ou hertziens;
- densification du maillage de la bulle RITA;
- être en mesure de renforcer une compagnie PROTERRE.

#### Jumelage
La 3e compagnie est jumelée avec la commune d'Andouillé depuis le 30 mars 2007.

### 4ecompagnie

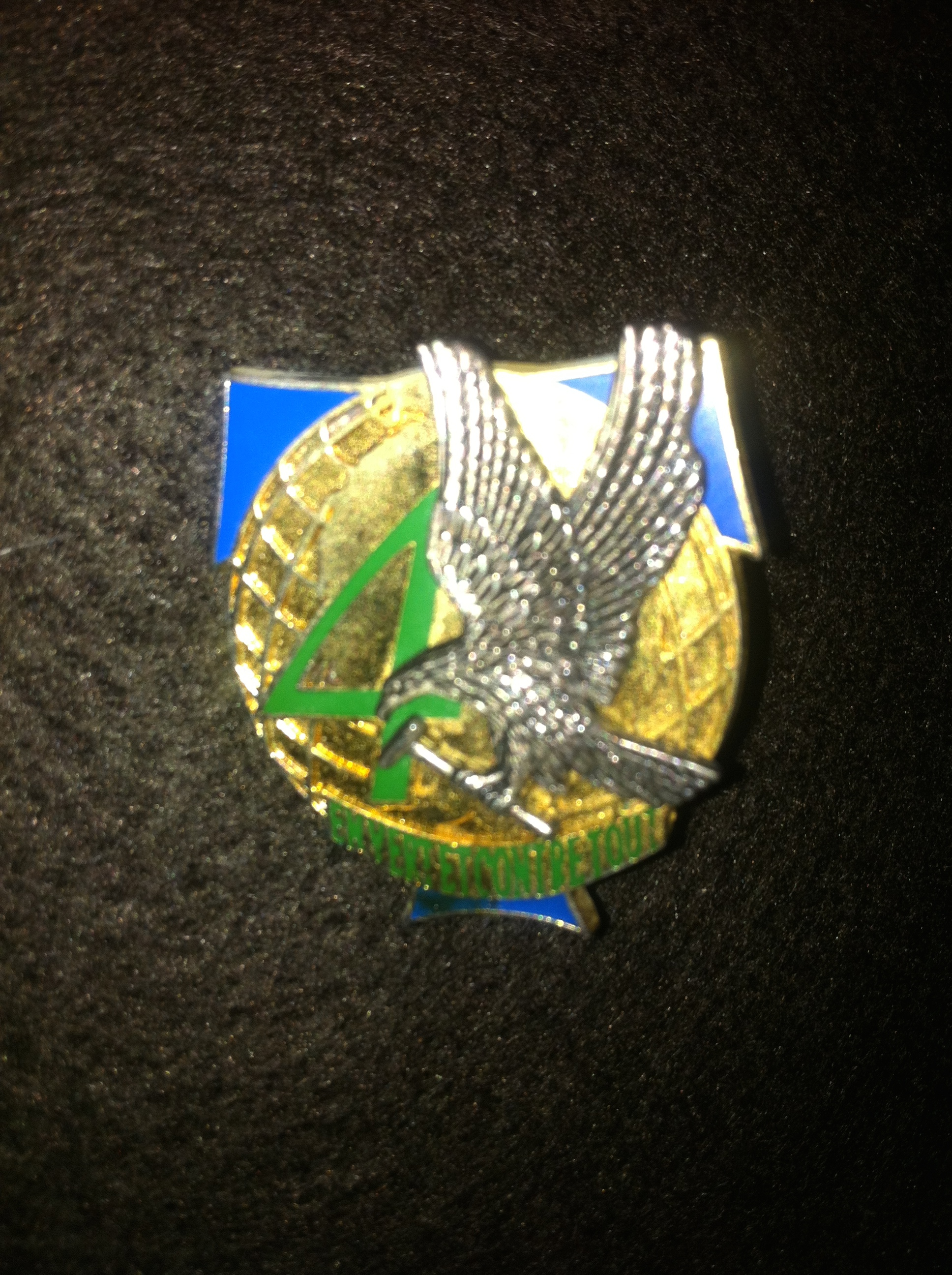
Insigne de la 4e Cie.

La devise : « En vert et contre tout » 

#### Missions de la compagnie
- Assurer le raccordement des PC.
- Assurer le raccordement hertzien et assurer la couverture RITA sur une zone de déploiement.
- Fournir les moyens pour raccorder les niveaux 3 et 4 de la chaîne de commandement.
- Renforcer les PC de niveaux 1 et 2.
- Fournir ou renforcer un train de combat de niveau 1.
- Assurer toutes les missions de type « PROTERRE ».

#### Jumelage
La 4e compagnie est jumelée avec la commune de Sainte-Suzanne depuis le 3 mai 2004.

### 5ecompagnie
La devise : « Sursum Corda »
Héraldique : De sable plain, Pégase argent brochant sur tau azur muré de gueules et sur cinq de gueules et or.
La 5e compagnie est créée en 1999 par le capitaine SEGA à la suite du déménagement du 42e régiment de transmissions entre Achern et Laval. Elle regroupera alors l’ensemble des moyens « satellitaires » du régiment jusqu’au 25 juin 2009 ; date à laquelle elle est réorganisée pour répondre au format RTAC.

#### Missions de la compagnie
- déploiement de PC de niveau 3 et 4;
- raccordement des PC par moyens satellitaires ou hertziens;
- densification du maillage de la bulle RITA.

#### Jumelage
La 5e compagnie est jumelée avec la commune de Port-Brillet

### Compagnie d’administration et de soutien (CAS)
La devise : « Instruire et servir »
Héritière de la 11e compagnie du 42e régiment de transmissions en Allemagne, de la compagnie de base et d´instruction du « 42 » à Laval, la compagnie d´administration et de soutien a été créée le 29 juin 2004.

#### Organisation de la compagnie
Forte de 17 officiers, 62 sous-officiers, 120 militaires du rang (EVAT et VDAT) et 24 personnels civils, la CAS est structurée de la façon suivante : 
- La section commandement, dont deux personnels assurent la permanence au Mont du Saule
- Les sections d´instruction : FGI – FGE - FSI
- La direction des ressources humaines
- La direction de l´administration et des finances
- Le bureau environnement humain
- Le service médical d’unité
- Le bureau sécurité de défense
- Le bureau chancellerie
- La cellule audiovisuelle
- Le service général
- Le bureau de garnison

#### Missions de la compagnie
La mission première de la compagnie est l’instruction des jeunes engagés volontaires de l’armée de terre. Cette mission essentielle a pour but d’instruire les jeunes recrues mais surtout de leur donner un comportement et une attitude de soldat. Cette mission sera reprise dès 2011 par le CFIM de la brigade. La deuxième mission, vitale pour le régiment, est le soutien des unités au travers des services de la compagnie. Pour ces deux missions essentielles, la CAS peut s’appuyer sur une grande diversité de personnels et de compétences.

#### Jumelage
La CAS est jumelée avec la commune d’Astillé depuis le 5 novembre 2002.

### Compagnie de commandement et de logistique (CCL)
La devise : « In cauda venenum » ("Dans la queue est le venin")
Le bleu foncé est l’une des couleurs des transmissions ; le tau en est un des symboles. En abîme, figure le nombre 42 d’argent. Le scorpion a été choisi pour symboliser la compagnie. La devise est inscrite en partie haute du tau « IN CAUDA VENENUM » (« dans la queue est le venin »). Comme le venin du scorpion est enfermé dans la queue, les Romains tirèrent de cette circonstance le proverbe in cauda venenum, qu’ils appliquaient à la dernière partie d’une lettre ou d’un discours, qui, débutant sur un ton inoffensif, ne caressait d’abord que pour mieux frapper ensuite. Cette devise appliquée à la CCL, doit signifier que cette compagnie de services, au premier abord inoffensive, peut cependant par son esprit de cohésion et de solidarité et sa faculté de projection devenir redoutable dans l’épreuve.
Le chant de la Compagnie de Commandement et de Logistique est "Les Oies sauvages".

#### Organisation de la compagnie
Forte de 188 personnels : 22 officiers, 80 sous-officiers, 81 militaires du rang (EVAT et VDAT) et 4 personnels civils, la CCL est l’une des deux compagnies de services qui constituent le socle du régiment. Elle s’articule de la manière suivante :
- La section commandement : commandant d’unité et son adjoint, adjudant d’unité, secrétariat et comptable des matériels.
- L’état-major : chef de corps, commandant en second, secrétariat du corps et bureau courrier et la cellule informatique.
- Le Bureau Opérations et Instruction : chef du BOI et son adjoint, secrétariat, le bureau opérations, bureau instruction, le bureau budget-pilotage et le magasin des systèmes d’informations opérationnels.
- Le Bureau Maintenance Logistique : chef du BML et son adjoint, le secrétariat, la section commandement BML regroupant les comptable TEI, les comptables des  matériels régimentaire, le peloton ravitaillement Essences-Munitions( PREM), la section multitechnique (ateliers armement, transmissions, NRBC), la section mobilité représentant la plus forte population de la compagnie.

#### Missions de la compagnie
La compagnie de commandement et de logistique est composée des métiers les plus divers particulièrement dans les domaines de la préparation opérationnelle (BOI) et de la maintenance des véhicules et des systèmes d’informations et de communication (BML). Les deux missions principales de la compagnie sont :
- Le commandement :

1. Section commandement CCL
2. L'état-major
3. Le bureau opération et instruction

- Le soutien logistique :

1. Au quartier (entretien et gestion des matériels régimentaires)
2. en exercice et en OPEX : mise en œuvre du train de combat no 2

#### Jumelage
La CCL s’est jumelée avec la commune de Saint-Berthevin le 4 décembre 2003 et participe aux cérémonies de commémorations des armistices des deux guerres 14-18 et 39-45 dans cette ville.